# Kandern
Kandern – miasto w Niemczech, w kraju związkowym Badenia-Wirtembergia, w rejencji Fryburg, w regionie Hochrhein-Bodensee, w powiecie Lörrach, siedziba wspólnoty administracyjnej Kandern. Leży nad rzeką Kander, ok. 12 km na północ od Lörrach.

## Dzielnice
Miasto składa się z siedmiu dzielnic:
| - Feuerbach - Holzen - Kandern - Riedlingen | - Sitzenkirch - Tannenkirch - Wollbach |

## Polityka
Ostatnie wybory samorządowe odbyły się 13 czerwca 2004, w radzie miasta zasiada 20 radnych.
| Partia             | Poparcie | Porównanie | Ilość radnych |
| ------------------ | -------- | ---------- | ------------- |
| CDU                | 35,6%    | -4,9%      | 7             |
| Bezpartyjni        | 27,4%    | +3,3%      | 6             |
| SPD                | 20,9%    | +1,3%      | 4             |
| Związek 90/Zieloni | 16,1%    | +0,3%      | 3             |